# Spilmodifikation
En spilmodifikation (ofte forkortet MOD eller Mod) er en udvidelse til et computerspil, der tilfører ændringer af forskellig karakter. Disse ændringer består typisk i nye baner, gameplayændringer, modeller, funktioner og eventuelt opfølgelse på historien i det originale spil. Modifikationer kan være af vidt forskelligt omfang, fra enkelte detaljemæssige ændringer, til en totalitært "makeover" af det originale spil. Counter-strike til Valve Softwares Half-Life er en af de mest populære spilmodifikationer, der nogensinde er lavet. Spilmodifikationer er også ofte benyttede i genrer som strategispil og rollespil.
Man støder umiddelbart på to grupper af spilmodifikation.
- Den ene bliver eksekveret vha. et program, som med en brugerflade giver adgang til spillets kerne og man er så stand til at modificere spillet der. Disse programmer kaldes også Software Developement Kits eller lignende.

- En anden metode udnytter soft-coding i spillet. Det går ud på at programmet, som eksekverer spillet, refererer til eksterne filer mens spillet kører. Disse filer indeholder information om f.eks. enheders styrke i et strategispil. Man kan ofte åbne disse filer i en teksteditor og der modificere spillet.

Disse metoder begrænser dog modifikationsgraden af spil, da spiludviklerne skal have haft spilmodifikation i tankerne under produktionen.
| computerspil | Spire Denne computerspilsrelaterede artikel er en spire som bør udbygges. Du er velkommen til at hjælpe Wikipedia ved at udvide den. |